# Tina Vallès
Pour les articles homonymes, voir Vallès.
Œuvres principales
La mémoire de l’arbre
Tina Vallès, née en 1976 à Barcelone, est une écrivaine espagnole de langue catalane.

## Biographie
Après un diplôme en philologie catalane, elle se consacre à l’écriture, la traduction et la correction. Elle est rédactrice en chef du journal Paper de vidre. Elle est l’auteure de plusieurs romans et recueils de nouvelles, dont El parèntesi més llarg, récompensé en 2012 par le prix Mercè Rodoreda, ainsi que de quelques albums pour enfants. La mémoire de l’arbre a été récompensé avec les prix Anagrama en 2017 et le prix Maria Àngels Anglada en 2018. Il est traduit en espagnol, italien, portugais, français (Philippe Rey Éditions, 2019), galicien et turc,.